# الإنسان الاقتصادي

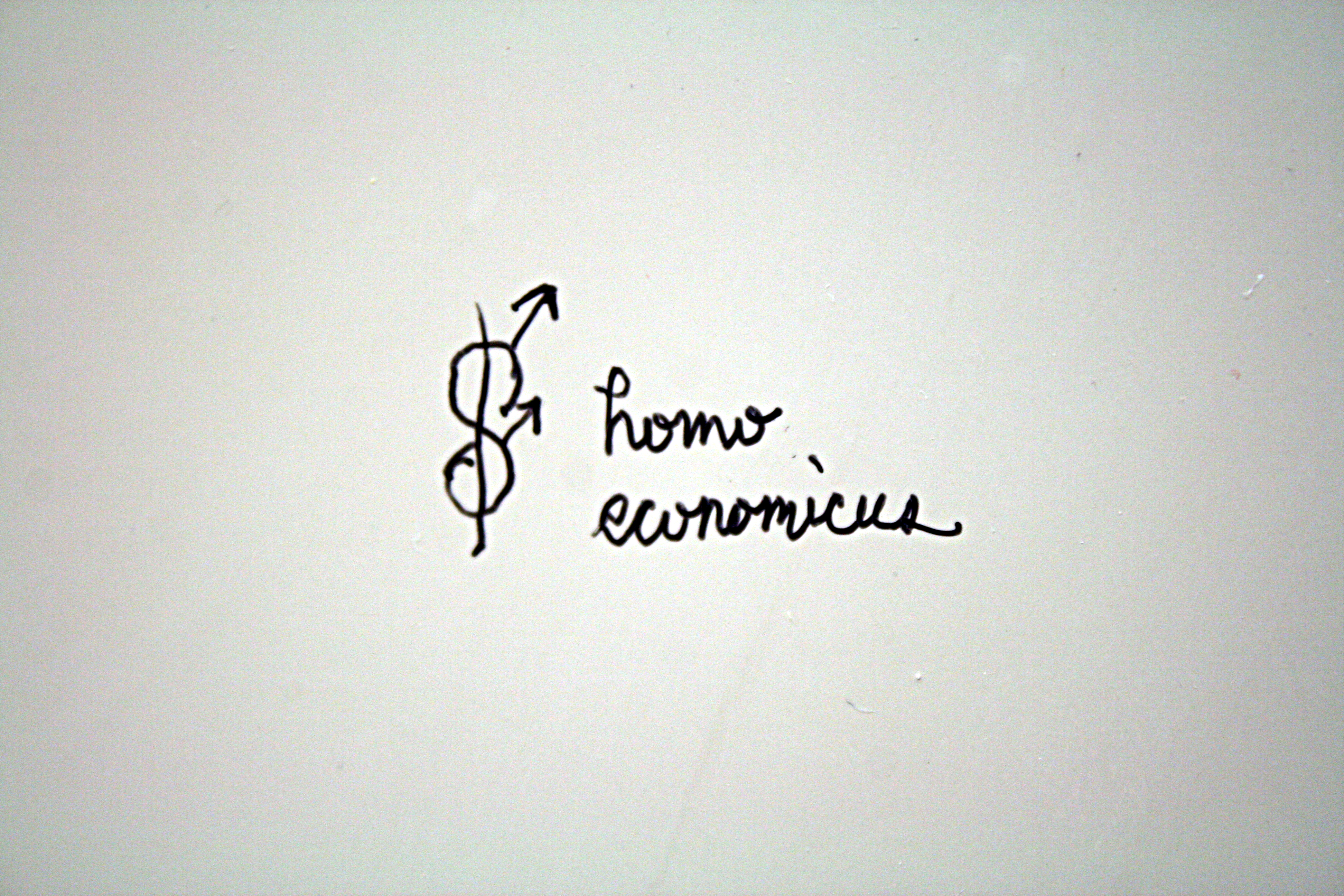

إن مصطلح الإنسان الاقتصادي أو الرجل الاقتصادي (باللاتينية: Homo economicus) هو مصطلح يصور البشر بأنهم وكلاء عقلانيون بشكل متواصل، ذوو اهتمام ذاتي ضيق، ويسعون إلى تحقيق أهدافهم المحددة على أساس المصلحة الذاتية بالصورة الأمثل. مصطلح الإنسان الاقتصادي تحوير لمصطلح الإنسان العاقل، ويُستخدم في بعض النظريات الاقتصادية وفي التربية.
في نظرية الألعاب، غالبًا ما يوضع مصطلح الإنسان الاقتصادي في سياق افتراض العقلانية الكاملة. إذ يفترض أن الوكلاء يتصرفون دومًا بطريقة تهدف إلى تحقيق المنفعة العظمى حين يكونون مستهلكين والربح حين يكونون منتجين، وأنهم مستعدون لخوض الخصومات الاعتباطية المعقدة في سبيل تلك الغاية. وهم قادرون دومًا على أخذ جميع النتائج المحتملة في الحسبان واختيار الأفعال التي ستقدّم النتيجة الممكنة الأفضل.
لا تقيد العقلانية التي ينطوي عليها مفهوم الإنسان الاقتصادي نوع التفضيلات الجائزة. التطبيقات الساذجة لهذا المفهوم وحدها تفترض أن الوكلاء يعرفون ما هو الأفضل لصحتهم الجسدية والنفسية على المدى الطويل. على سبيل المثال، يمكن ربط الوظيفة النفعية لوكيل بالنفع المتصور لوكلاء آخرين (كالزوجة أو الأطفال)، ما يجعل مفهوم الإنسان الاقتصادي متوافقًا مع نماذج أخرى كمفهوم الإنسان المقايض، الذي يؤكد على التعاون الإنساني.
باعتبار المفهوم نظرية تصف السلوك البشري، نجد أنه يناقض مفاهيم الاقتصاد السلوكي، التي تدرس التحيزات المعرفية واللاعقلانيات الأخرى، ويناقض العقلانية المحدودة، التي تفترض أن العناصر العملية كالمحدودية المعرفية والزمنية تحد من عقلانية الوكلاء.

## تاريخ المصطلح
استُخدم مصطلح «الرجل الاقتصادي» للمرة الأولى في أواخر القرن التاسع عشر من قبل نقاد أعمال جون ستيوارت مل في الاقتصاد السياسي. فيما يلي مقطع من الأعمال التي أشار إليها النقاد:
«لا يعالج [الاقتصاد السياسي] طبيعة الإنسان بشكل مجمل كما تصيغها الحالة الاجتماعية، ولا من خلال سلوك الإنسان في المجتمع. إنما يهتم بالإنسان بوصفه كائنًا يرغب بامتلاك الثروة، وقادرًا على الحكم على الفعالية النسبية لوسائل نيل تلك الغاية».
لاحقًا في نفس العمل، ذكر ميل أنه كان يقدّم «تعريفٍا تعسفيًا للإنسان، بوصفه كائنًا يفعل ما بوسعه حتمًا بهدف الحصول على أكبر قدر من الضروريات ووسائل الراحة والكماليات، وبصرف أقل قدر من العمل والإنكار الذاتي الجسدي اللازم لنيلها».

ادعى آدم سميث، في كتابه نظرية المشاعر الأخلاقية، أن الأفراد يتعاطفون مع رفاهية الآخرين. من جهة ثانية، كتب سميث في كتابه ثروة الأمم:
«لا نتوقع أن يقدّم الجزار وبائع الخمر والخباز عشاءنا لنا بدافع الإحسان، وإنما انطلاقًا من اهتمامهم بمصلحتهم الخاصة».
يشير هذا التعليق الآن إلى النوع نفسه من الأفراد العقلانيين المهتمين بمصلحتهم الذاتية الكارهين العمل.
بنى الاقتصاديون في أواخر القرن التاسع عشر –مثل فرانسيس إيدجوورث وويليام ستانلي جيفنز وليون وولراس وفيلفريدو باريتو– نماذج رياضية استنادًا إلى تلك الافتراضات الاقتصادية. في القرن العشرين، ظهرت نظرية الاختيار العقلاني على يد ليونيل روبنز وهيمنت على الاقتصاد السائد حينها.  ثم صار لمصطلح «الرجل الاقتصادي» معنى أكثر تحديداً: الشخص الذي يتصرف بعقلانية بناءً على المعرفة الكاملة وبدافع المصلحة الذاتية والرغبة في الحصول على الثروة.